# Голубцовы
Голубцовы — русские дворянские роды.

## Происхождение и история рода
1. По семейному преданию, первый из них ведёт своё начало от русского витязя, жившего во времена Дмитрия Донского. Этот витязь, преследуя с горсткой храбрых одну из многочисленных «татарских шаек», бродивших тогда по Руси, наткнулся на плывшие по реке намогильные кресты, брошенные туда татарами, разорявшими русские кладбища. «Негодуя на поругателей святыни и желая отомстить, он схватил намогильный крест, „голубец“, и понёс его во главе отряда. Русские, воодушевлённые этим примером, настигли татар и уничтожили их». За эту победу витязь, «по обычаю того времени давать лицу, совершившему какой-либо подвиг, название, напоминавшее об этом подвиге», от великого князя Дмитрия Ивановича Донского «получил прозвание „Голубец“, а потомки его стали называться детьми Голубцовами»[1]. Родоначальник дворян — Иван Голубцов, тверской сын боярский, владевший поместьями в первой половине XVI века. Сын его Степан участвовал в Казанском походе (1552). Его сын Константин переведён на службу в Уфу, где служили в числе детей боярских его потомки. Род Голубцовых внесён в III часть родословных книг Псковской и Санкт-Петербургской губерний и в матрикулы лифляндского и эстляндского дворянства.
2. Другой род Голубцовых происходит от Гавриила Семёновича Голубцова, владевшего поместьями в 1672 году. Его потомство угасло в половине XVIII века.
3. В России существуют ещё несколько дворянских родов, носящих фамилию Голубцовых, совершенно разных происхождений. Все они записаны во II или III ч. родословной книги, по личным заслугам[2][3].

Род Голубцовых был сопричислен эстляндским (1807) и лифляндским (1809) дворянством к своему составу.
Титул графини Голубцовой, был пожалован Екатерине Ивановне императором Николаем Павловичем перед её вступлением в брак с принцем Гогенлоэ, родственником Ея императорского высочества, великой княгини Елены Павловны и Вюртембергского королевского дома.

## Описание гербов

#### Герб рода Голубцовых
Герб потомства Ивана Голубцова: щит рассечён надвое. В красном поле в правой половине серебряный древнерусский панцирь, в левой — золотой крест, над двойным серебряным стропилом (польский герб Сырокомля). Щит увенчан дворянским шлемом, дворянскою на нём короною и пятью страусовыми перьями. Намёт на щите красный, подложен серебром. Снизу — девиз: «Крест — моя надежда и честь».

#### Герб. Часть IV. № 58.
Герб потомства статского советника Якова Михайловича Голубцова: в верхней половине щита, в красном и голубом полях изображён большой золотой крест и по сторонам его по одной серебряной шестиугольной звезде. В нижней половине, разрезанной диагонально от верхних углов к подошве щита чертами, в среднем золотом поле находится дерево с плодами; в правом голубом поле выходящий олень, а в левом, красном поле — охотничий рог, висящий на золотом шнуре. Щит увенчан дворянскими шлемом и короною с тремя страусовыми перьями. Намёт на щите голубой и красный, подложен серебром (дата пожалования 02.11.1828).

## Известные представители
- Голубцов Фёдор Яковлевич и его сын Иван — новгородские помещики, за ними по писцовым книигам 1582 года состояло 8 пустошей, в них 110 четвертей пашни, под лесом 40 четвертей и сена 260 копен.
- Голубцов Константин Степанович — сын боярский, в 1586 году находился при постройке города Уфа, где впоследствии пожалован поместьем.
- Голубцов Владимир Константинович — дворянин и сын боярский, участвовал в походе за Урал на сибирского царевича Аблая, бунтовавшего с калмыками (1681), оклад ему 300 четвертей и 14 рублей деньгами.
- Голубцовы: Василий и Иван Владимировичи — дворяне и сыны боярские, участники похода на башкирского царевича Чучалея (1668).
- Голубцов Александр Фёдорович (1735—1796) — симбирский вице-губернатор (1783—1792), воевода Пермской провинции (1774—1781).
- Голубцов Фёдор Александрович — (1758—1829) — министр финансов Российской империи, сын Голубцова Александра Фёдоровича.
- Голубцов Иван Прокофьевич — адъютант, сподвижник генералиссимуса князя Суворова, будучи сержантом Шлиссельбургского пехотного полка отличился при взятии Кинбурнской Косы (1787), о чём князь Потёмкин докладывал лично императрице, подпоручик Смоленского батальона, участвовал во взятии Очакова (1788), Измаила (1790) и Праги (1794).
- Голубцов, Платон Иванович — из пажей Высочайшего двора, служил в лейб-гусарах (1814—1830), полковник (1826), генерал-майор (1839), мальтийский кавалер (1810). Вместе с женою графиней Е. К. Толстой похоронены в дальних пещерах Киево-Печёрской лавры.
- Графиня Голубцова Екатерина Ивановна — жена (с 13.01.1833) вюртембергского чрезвычайного посла и полномочного министра принца Кристиана Гогенлоэ-Лангенбург-Кирхберга (1788—1859)[2]. Двоюродная сестра Н. П. Огарёва.